# آبشار کوراب
آبشار کوراب (به انگلیسی: Korab Waterfall) آبشاری است که در مقدونیه واقع شده و ارتفاع کلی ریزشگاه آن ۱۳۸ متر است.